# Fairmont Palliser
Pour les articles homonymes, voir Palliser.
Le Fairmont Palliser (connu auparavant sous le nom de Palliser Hotel) est un hôtel du groupe Fairmont Hotels and Resorts. Il est situé dans le centre-ville de Calgary (Alberta) sur la 9e Avenue Sud, non loin de la Calgary Tower et du Square Palliser. C'est un des plus anciens et plus luxueux hôtels de la ville.
L'hôtel ouvrit ses portes le 1er juin 1914. Comme tous les hôtels historiques du groupe Fairmont, il fut construit par le Canadien Pacifique et resta en sa possession jusqu'à ce que la compagnie rachète Fairmont et changea son nom pour devenir Fairmont Hotels and Resorts, en 1999. L'hôtel fut nommé en l'honneur de John Palliser, qui explora la région dans les années 1850. L'architecte Lawrence Gotch dessina ce bâtiment de style édouardien qui rappelle par certains côtés l'architecture d'école de Chicago. Le bâtiment est haut de 12 étages et contient 405 chambres et suites. Il fut rénové et agrandi de nombreuses fois au cours de son histoire.
Avec l'hôtel MacDonald de Calgary, il fut l'un des deux premiers établissement à se voir réattribuer une licence pour la vente d'alcool par la Alberta Liquor Control Board quand l'Alberta abolit la Prohibition, en 1924.